# 山口大地
山口 大地（やまぐち だいち、1988年4月21日 - ）は、日本の俳優。鹿児島県出身。BLUE LABEL所属。

## 来歴
映画プロデューサー・山本又一朗が主宰する俳優塾トライストーン・アクティングラボに参加し、演技の勉強に励んでいた。2011年、テレビドラマ『俺の空 刑事編』主役オーディションで、インターネットによる一般人気投票第1位・ameba賞に選ばれる。同ドラマへのゲスト出演で本格的に俳優デビュー。
2014年、舞台『戦国BASARA4』への出演をきっかけに『Being at home with Claude -クロードと一緒に-』、『Fate/Grand Order THE STAGE -神聖円卓領域キャメロット-』、『ONLY SILVER FISH』、『真・三國無双』、『宝塚BOYS』など話題の舞台作品に多数出演。
2019年、『仮面ライダージオウ スピンオフ PART2 RIDER TIME 龍騎』と『仮面ライダーゼロワン』で2作品続けて仮面ライダー役を演じた。山口は、仮面ライダーシリーズやスーパー戦隊シリーズのオーディションを度々受けており、35歳ぐらいまでは諦めずにいようと考えていた。
2024年7月12日、扁桃摘出手術を受けたことを公表。同月18日、退院を報告。同年8月1日、自身のInstagramを通じて、モデルの谷奥えまと結婚したことを発表した。

## 人物
双子の弟と妹の4人兄弟の長男。趣味はトレーニング。特技は料理、アクション（殺陣）。好きなものは人と生牡蠣。嫌いなものはジェットコースター。好きな色はオレンジ。
幼いころは『恐竜戦隊ジュウレンジャー』と『忍者戦隊カクレンジャー』を見ており、弟たちとヒーローごっこをしていた。

## 出演

### テレビドラマ
- 俺の空 刑事編 第4話（2011年11月6日、テレビ朝日） - 吉沢健也 役
- 秘密諜報員 エリカ 第6話（2011年11月10日、読売テレビ） - 不動産会社社員 役
- 13歳のハローワーク 第5話（2012年2月10日、テレビ朝日） - 小泉 役
- O-PARTS〜オーパーツ〜 第1話（2012年2月27日、フジテレビ） - 山本伸介 役
- 37歳で医者になった僕〜研修医純情物語〜（2012年4月 - 6月、関西テレビ） - 高木慶介 役
- GTO 第3話（2012年7月17日、関西テレビ） - 外山 役
- VISION-殺しが見える女- 第7話・第8話（2012年8月23日・30日、読売テレビ） - 岡田一夫 役
- 匿名探偵（2012年10月 - 12月、テレビ朝日） - 青島一平 役[11][12]
- 開局55周年記念ドラマスペシャル・最も遠い銀河（2013年2月2日・3日、テレビ朝日） - 北川俊一 役
- ダブルス〜二人の刑事（2013年4月 - 6月、テレビ朝日） - 村井翔太 役
- 町医者ジャンボ!!（2013年7月 - 9月、読売テレビ） - 三沢光成 役
- TEAM -警視庁特別犯罪捜査本部- 第8話（2014年6月4日、テレビ朝日） - 高橋健一 役
- 匿名探偵（2014年7月 - 9月、テレビ朝日） - 青島一平 役
- 月曜ゴールデン・信濃のコロンボ事件ファイル2（2014年11月24日、TBS）
- フィッシャーマンズ・ブルース（2014年12月27日、テレビ朝日） - 浜田高志 役
- ドラマスペシャル・迷宮捜査（2015年5月10日、テレビ朝日） - 沢松直純 役
- 水曜ミステリー・黒星警部の密室捜査（2015年6月17日、テレビ東京） - 太田健人 役
- ハッピー・リタイアメント（2015年10月18日、テレビ朝日）
- 土曜ワイド劇場・広域警察7（2016年2月20日、朝日放送） - 吉岡薫 役
- スミカスミレ 45歳若返った女（2016年3月18日、テレビ朝日） - 近藤 役
- 最後のレストラン（2016年4月26日、NHK BSプレミアム） - 森蘭丸 役
- 就活家族〜きっと、うまくいく〜 第1話（2017年1月12日、テレビ朝日） - 中野春樹 役
- 仮面ライダーゼロワン 第14話・第35話 - 最終話（2019年12月8日・2020年5月10日 - 8月30日、テレビ朝日） - 雷（宇宙野郎雷電） / 仮面ライダー雷 / 仮面ライダーアークゼロ 役[13]
- スイッチ（2020年6月21日、テレビ朝日）[14]
- だから私はメイクする 第2話（2020年10月15日、テレビ東京） - 中村新一 役
- 24 JAPAN 第6話 - 第11話（2020年11月13日 - 12月18日、テレビ朝日） - 市来三次 役[15]
- 武士スタント逢坂くん! 第4話・最終話（2021年8月16日・9月27日、日本テレビ） - 悟流権憎羅宗則政親 / 慶太 役（二役）[16]
- 土方のスマホ 第4話（2021年10月11日、NHK）
- 和田家の男たち 第5話（2021年11月19日、テレビ朝日） - 栗林 役
- 大河ドラマ 青天を衝け（2021年、NHK） - 渋沢武之助 役
- 家政夫のミタゾノ 第5シリーズ 第2話（2022年4月29日、テレビ朝日） - 原田 役
- 好感度上昇サプリ（2023年5月8日 - 、テレビ東京） - 長谷川拓也 役
- 特捜9 season6 第6話（2023年5月10日、テレビ朝日） - 岸川恭弥 役
- 刑事7人 SEASON9 第1話・第6話・第7話（2023年6月7日・7月12日・7月19日、テレビ朝日） - 山岡紀夫 役
- ギフテッド Season2（2023年10月14日 - 12月2日、WOWOW） - 西堂武 役
- ハコビヤ 第1話（2024年1月13日、テレビ東京） - 一ノ瀬奏太 役[17]
- 恋する警護24時 - 加賀美洋太 役
- イップス 第1話（2024年4月12日、フジテレビ） - 竹内渉 役
- 私をもらって 〜追憶編〜（2024年7月6日 - 8月31日、日本テレビ） - 本木幸司 役[18]
  - 私をもらって 〜恋路編〜（2024年11月30日 - 2025年2月1日、日本テレビ）
- 連続テレビ小説 おむすび 第78回（2025年1月22日、NHK） - 貫井 役[19]
- 相棒 Season23 第14話（2025年2月5日、テレビ朝日）- 永瀬優斗 役
- 放送局占拠（2025年7月12日 - 、日本テレビ） - 式根潤平 役[20][21]

### WEBドラマ
- 特命係長 只野仁（2017年、AbemaTV） - 堀（電王堂社員） 役
- 仮面ライダージオウ スピンオフ PART2『RIDER TIME 龍騎』（2019年3月31日 - 4月14日、ビデオパス）  - 木村 / 仮面ライダーベルデ 役[22]
- 恋愛ドラマな恋がしたい〜Kiss to survive〜（2019年8月10日 - 10月26日、AbemaTV） - ダイチ 役[23]
- ザ・モキュメンタリーズ〜カメラがとらえた架空世界〜 第8話（2021年5月31日、WOWOWオンデマンド）
- 奪い愛、冬 2025（2025年4月1日、ShortMax） - 森山信 役[24]
- TOKYO butterfly NIGHT（2025年4月10日、YouTube 他）[25]
- CONNECT 覇者への道（2025年6月25日 - 、U-NEXT） - 元帝都連合総長 須藤零士 役[26]

### 映画
- イン・ザ・ヒーロー（2014年、東映） - 西出真一 役
- ONLY SILVER FISH WATER TANK OF MARY'S ROOM（2018年、ベストブレーン） - トランペットの男 役[27]
- たまつきの夢（2019年） - 熊野 役
- 劇場版 仮面ライダーゼロワン REAL×TIME（2020年、東映） - 雷 役[28]
- 共振（2021年） - 萱野裕也 役
- ビリーバーズ（2022年）
- グッドバイ、バッドマガジンズ（2022年10月28日） - 黒岩 役
- 東京リベンジャーズシリーズ（ワーナー・ブラザース映画） - 丁次 役
  - 東京リベンジャーズ2 血のハロウィン編 -運命-（2023年4月21日）[29]
  - 東京リベンジャーズ2 血のハロウィン編 -決戦-（2023年6月30日）[29]
- Love song（2023年10月20日） - 久住 役[30]
- 退屈なエンドロール（2023年10月20日、SORA） - 島村夏生 役[31][32]
- 乱歩の幻影（2024年7月26日、JACO） - 福島萍人 役[33][34]
- サラリーマン金太郎（ライツキューブ）[35]
  - 【暁】編（2025年1月10日）
  - 【魁】編（2025年2月7日）

### オリジナルビデオ
- 歌舞伎町黒社会 (2019年8月25日)- 大迫明利 役
  - 歌舞伎町黒社会2 (2019年9月25日)- 大迫明利 役
- ゼロワン Others（Vシネクスト）
  - ゼロワン Others 仮面ライダー滅亡迅雷（2021年7月14日） - 雷 / 仮面ライダー雷 役[36]
  - ゼロワン Others 仮面ライダーバルカン&バルキリー（2021年11月10日） - 雷 役

### 舞台
- 劇団、長靴をはいたアカサカ vol.2 ふたり（2011年8月5日 - 7日、SPACE 雑遊） - ワタベコウイチ 役
- 美女と魔物のバッティングセンター（2013年3月25日 - 30日、恵比寿・エコー劇場）
- 戦国BASARA - 伊達政宗 役
  - 戦国BASARA4（2014年10月31日 - 11月9日、東京ドームシティホール / 11月22日 - 24日、キャナルシティ劇場 / 11月27日 - 30日、森ノ宮ピロティホール / 12月5日 - 7日、中日劇場）
  - 戦国BASARA VS Davil May Cry（2015年8月20日 - 30日、AiiA2.5シアターTokyo）※鈴木拡樹とW主演
- Being at home with Claude 〜クロードと一緒に〜（2015年4月17日 - 23日、東京シアタードラム） - 刑事、速記者 役（スイッチ・キャスト）
- 朗読劇 私の頭の中の消しゴム7th letter（2015年4月30日・5月1日、天王洲銀河劇場） - 浩介 役
- 仮面ティーチャーミュージカル SILVER MASK（2015年9月16日 - 18日、梅田芸術劇場 / 9月30日 - 10月4日、Zepp ブルーシアター六本木） - 蘆立教頭 役
- Cornelia（2015年11月14日 - 29日、東京芸術劇場 シアターウエスト） - アッシュ 役
- 私のホストちゃん THE FINAL〜激突!名古屋栄編〜（2016年1月29日 - 2月14日、天王洲銀河劇場 / 2月20日、ももちパレス大ホール / 2月26日 - 28日、森ノ宮ピロティホール / 3月1日・2日、名古屋市芸術創造センター） - 温人 役
- クジラの子らは砂上に歌う（2016年4月14日 - 19日、AiiA2.5シアターTokyo） - オウニ 役[37]
- Sin of Sleeping Snow（2016年6月9日 - 12日、Zeppブルーシアター六本木）
- 30-DELUX舞台「新版国性爺合戦」（2016年9月14日 - 18日、シアター1010 / 9月24日・25日、東海市芸術劇場 / 9月30日、福岡市民会館 / 10月14日 - 16日、シアター・ドラマシティ）
- 「デルフィニア戦記」第一章（2017年1月20日 - 29日、天王洲銀河劇場） - イヴン 役
- TRICKSTER～the STAGE～（2017年4月12日 - 16日、Zeppブルーシアター六本木） - 宮西琢己 役
- OZMAFIA!!（2017年9月、全労済ホール／スペース・ゼロ） - キリエ 役[38]
- 真・三國無双（2017年2月11日 - 19日、全労済ホール／スペース・ゼロ） - 孫策 役
  - 真・三國無双 官渡の戦い（2018年4月 - 5月） - 孫策 役
- ALL OUT!! THE STAGE（2017年5月、Zeppブルーシアター六本木） - 松尾年乃助 役
- Fate/Grand Order THE STAGE -神聖円卓領域 キャメロット-（2017年7月14日 - 17日・9月29日 - 10月8日　Zeppブルーシアター六本木） - ガウェイン 役[39]
- 劇団PU-PU-JUICE 特別公演「竜馬を殺す」（2017年11月17日 - 26日、恵比寿・エコー劇場）
- ONLY SILVER FISH（2018年1月6日 - 17日、紀伊國屋ホール） - リッキー 役
- 「龍よ、狼と踊れ～Dragon,Dance with Wolves～」～草莽の死士～（2018年3月21日 - 4月1日、紀伊國屋サザンシアター） - 宮本武蔵 役
- うつろのまこと ―近松浄瑠璃久遠道行（2018年6月3日 - 10日、博品館劇場）
- 宝塚BOYS（2018年8月 - 9月、東京芸術劇場 他） - 山田浩二 役（team SKY）
- 若様組まいる～若様とロマン～（2018年10月6日 - 21日、三越劇場） - 安野一馬 役
- 忍法浪漫剣劇「百花百狼 ～戦国忍法帖～」～月下丸の章～（2018年12月13日 - 16日、全労済ホール／スペース・ゼロ） - 百地蝶治郎 役[40]
- SINGULAR～シンギュラ～（2019年2月14日 - 17日、全労済ホール／スペース・ゼロ） - ガラット 役
- バグバスターズ -Stage Yellow-（2019年3月13日 - 17日、俳優座劇場） - 晴海健介 役
- BLACK BIRD（2019年3月27日 - 31日、博品館劇場） - 道成寺権助 役[41]
- DYNAMIC CHORD the STAGE（2019年5月11日 - 15日、ヒューリックホール東京） - YUU 役[42]
- 誰ガ為のアルケミスト 舞台版「聖石の追憶」（2019年6月26日 - 30日、博品館劇場） - バシーニ 役
  - 誰ガ為のアルケミスト 舞台版『聖石の追憶』〜闇ヲ見つめる者〜（2019年9月26日 - 29日、博品館劇場） - バシーニ 役
- リアルファイティング「はじめの一歩」The Glorious Stage!!（2020年1月31日 - 2月9日、品川プリンスホテル ステラボール） - 冴木卓麻 役
- 劇団PU-PU-JUICE 第29回公演「フェイクニュース」（2021年4月8日 - 18日、シアタートラム）
- 蟻地獄（2021年6月4日 - 10日、よみうり大手町ホール） - カシワギ 役
- RUST RAIN FISH（2021年9月23日 - 10月3日、紀伊國屋サザンシアター / 10月15日 - 17日、COOL JAPAN PARK OSAKA TTホール） - 都井（仮） 役
- 声劇和楽団「鳥獣奇譚」（2021年11月27日・28日、ニッショーホール）
- GARNET OPERA（2022年1月21日 - 30日、EX THEATER ROPPONGI / 2月4日 - 6日、森ノ宮ピロティホール） - 武田勝頼 役
- 舞台『ETERNAL GHOST FISH -永恒机关魚-』（2023年10月13日 - 22日、紀伊國屋ホール）[43]

### CM
- 結婚式場「BELLE VIE」（2013年 - ）
- 龍が如く7 「ジョブチェンジ ナンバーワン刑事」篇

### ゲーム
- 仮面ライダーバトル ガンバライジング（2020年、アーケード） - 仮面ライダー雷 役[44]
- 仮面ライダーバトル ガンバレジェンズ（2023年、アーケード） - 仮面ライダー雷 役

### Webアニメ
- 仮面ライダーゼロワン ショートアニメ EVERYONE'S DAILY LIFE 第3話・第5話（2020年9月13日・2021年2月1日、東映特撮ファンクラブ） - 雷 役

### 玩具
- 仮面ライダーゼロワン DX宇宙野郎雷電プログライズキー（2020年10月22日） - 宇宙野郎雷電 役
- 仮面ライダーゼロワン DXメモリアルプログライズキーセット SIDE 滅亡迅雷.net（2021年2月） - 雷 役

## ディスコグラフィ

### 参加楽曲
| 発売日       | 商品名                                      | 歌                                                   | 楽曲                                  | 備考 |
| ------------ | ------------------------------------------- | ---------------------------------------------------- | ------------------------------------- | ---- |
| 2022年6月8日 | 仮面ライダー 50th Anniversary SONG BEST BOX | ユートピア（中川大輔、砂川脩弥、山口大地、中山咲月） | 「S.O.S 50th Anniversary COVER Ver.」 |      |